# Rue Courtalon
La rue Courtalon est une voie du 1er arrondissement de Paris, en France.

## Situation et accès
Cette rue, longue de 32 m, commence aux nos 65-67, rue Saint-Denis et finit place Sainte-Opportune. Elle est située dans le 1er arrondissement dans le quartier des Halles (ancien 4e arrondissement et ancien quartier des Marchés).

## Origine du nom
On ne sait si l’étymologie de son nom actuel vient d'une enseigne ou de Guillaume Courtalon, qui y possédait, vers le milieu du XVIe siècle, deux maisons qui étaient situées au coin de la rue des Lavandières-Sainte-Opportune.

## Histoire
La rue était entièrement bâtie en 1284.
Selon Jean de La Tynna et les frères Lazare, cette voie est citée dans Le Dit des rues de Paris, de Guillot de Paris, sous la forme « rue à Petis Soulers De Basenne », c'est-à-dire « rue des Petits-Souliers-de-Basane » car on devait, à cette époque, y faire commerce de souliers en basane. Toutefois, Edgar Mareuse ne partage pas cette idée car, selon lui, la « rue à Petis Soulers De Basenne » correspond à la rue de l'Aiguillerie.
Elle prend son nom actuel au milieu du XVIe siècle. Selon Alfred Fierro, la nouvelle dénomination de la rue résulte de l’esprit facétieux des Parisiens en rapprochant « Petits Souliers » et Courtalon.
En 1684, la rue est théâtre de la disparition de 26 jeunes hommes de 17 à 25 ans. Louis XIV ordonna une enquête qui permit l’arrestation d'une bande  qui revendaient les têtes des disparus, embaumées en Allemagne pour des études anatomiques, tandis que les corps étaient vendus aux étudiants en médecine de Paris,,.
La rue bordait le côté sud de l'église Sainte-Opportune. Après la destruction de l'église vers 1792, les immeubles côté pair sont construits.
Une décision ministérielle du 21 prairial an X (10 juin 1802) signée Chaptal fixe la largeur de la rue Courtalon à 7 mètres.

## Bâtiments remarquables et lieux de mémoire
- No 3 : emplacement du « Bureau des Lingères », du XIIIe siècle au XVIIIe siècle. Seul le portail a été conservé. Il a été transféré au no 22 rue Quincampoix[10],[11].

## Pour approfondir